# Pomnik Henryka Sławika i Józsefa Antalla w Warszawie
Pomnik Henryka Sławika i Józsefa Antalla w Warszawie – monument znajdujący się w Warszawie w ogrodzie wypoczynkowo-rozrywkowym Dolina Szwajcarska. Poświęcony jest Henrykowi Sławikowi oraz Józsefowi Antallowi seniorowi – bohaterom lat II wojny światowej, dzięki którym uratowano co najmniej 5 tys. polskich Żydów. Autorem pomnika jest rzeźbiarz Władysław Dudka.

## Opis
Uroczystość odsłonięcia pomnika miała miejsc 8 listopada 2016. W uroczystości odsłonięcia  wzięli udział między innymi marszałek Sejmu Marek Kuchciński, wicemarszałkowie Senatu Maria Koc i Adam Bielan, minister kultury i dziedzictwa narodowego Piotr Gliński (który odczytał list od  premier Beaty Szydło), a także ambasador Węgier w Polsce Iván Gyurcsík, metropolita warszawski kardynał Kazimierz Nycz oraz naczelny rabin Polski Michael Schudrich. W uroczystości wzięli także udział przedstawiciele rodzin Henryka Sławika i Józefa Antalla.
26 czerwca 2017 bliźniaczą ławeczkę Sławika i Antalla uroczyście odsłonięto w Budapeszcie.